# Provinciale weg 242
De Provinciale weg N242 is een weg in de Nederlandse provincie Noord-Holland. De weg loopt van de A9 bij Alkmaar (knooppunt Kooimeer) naar de A7 bij Middenmeer. De weg is op bepaalde gedeelten een autoweg. De maximale toegestane snelheid over bijna de gehele route is 80 km/h. Uitzondering hierop is het stuk tussen Verlaat en de rotonde met de Groetweg in de Wieringermeer. Hier bedraagt de maximale toegestane snelheid 100 km/h.

## Route
De N242 begint bij het knooppunt Kooimeer waar de weg in het verlengde van de A9 doorgaat. Vervolgens gaat de N242 via de oostelijke gedeelte van de ringweg van Alkmaar in noordelijke richting van Heerhugowaard. Hierbij wordt onderweg het Noordhollandsch Kanaal gepasseerd met een beweegbare brug. De weg gaat vervolgens langs de plaats Heerhugowaard en gaat onder de spoorlijn Alkmaar - Heerhugowaard - Den Helder/Hoorn door. Via de westkant van Heerhugowaard verloopt de weg langs Broek op Langedijk en Zuid- en Noord-Scharwoude. Bij het kruispunt met de N504 waarbij moet worden afgeslagen, loopt de weg in noordoostelijk richting langs de plaatsen Waarland, Verlaat en Nieuwe Niedorp. Net na Waarland gaat de weg opnieuw onder het spoor door, ditmaal de lijn tussen Heerhugowaard en Schagen. Net na de plaats Middenmeer sluit de N242 door middel van op- en afritten aan op de snelweg A7. Tussen de brug over het Noordhollandsch Kanaal en Nieuwe Niedorp, ligt de weg redelijk parallel aan het Kanaal Omval-Kolhorn.

## Oostring Alkmaar - Heerhugowaard
Tot in de loop van de jaren nul van de 21e eeuw was het gedeelte van de N242 tussen de A9 en Heerhugowaard een drukke weg met diverse kruispunten, alle voorzien van stoplichten. Tevens sloot de weg aan op de rotonde van het Kooimeerplein, aan de zuidkant van Alkmaar, waar tevens de drukke N9 op aansloot. Na 2000 werd begonnen om van de zes kruispunten met verkeerslichten die zich op de Oostring te veranderen in vier op- en afritten. Hierbij zou tevens op de A9 rechtdoor worden aangesloten op de N242, zonder dat er dan via de rotonde gereden moest worden. De A9 kreeg nog wel een afrit, zodat het verkeer dat richting de N9 en het centrum van Alkmaar wilde, ervan af kon. Dit verkeer moet overigens vervolgens wel weer de rotonde passeren. Het kruispunt van industrieterrein Overdie zouden op- en afritten worden. Na de brug zou het kruispunt met de N244 verdwijnen. De N244 werd naast de N242 doorgetrokken naar de N243. De twee kruispunten die aanwezig waren bij de N243 werd één op- en afrit van gemaakt. Het verkeer wat gebruik wil maken van de N244 zal voortaan van deze op en rit moeten gebruik moeten maken. Ook de twee kruispunten met de Nollenweg (N508) werden samengevoegd tot één op- en afrit. Deze gehele aanpak van de Oostring duurde tot het jaar 2008.
Bij Heerhugowaard is tussen 2012 en 2014 het kruispunt met de Westtangent vervangen door een op- en afritconstructie. Bij deze constructie werd rekening gehouden met een brug over het kanaal Omval-Kolhorn, om het Alkmaarse industrieterrein Beverkoog vanuit deze kant te bereiken. Deze brug werd begin 2016 opgeleverd.
Ook het kruispunt van de N242 met de Zuidtangent/Broekerweg werd tussen de jaren 2012 tot 2014 aangepast. De stoplichten voor fietsers en voetgangers werden vervangen door tunneltjes, en voor het wegverkeer kwamen meer rijbanen te beschikking bij dit kruispunt.

## Heerhugowaard - Middenmeer
Eind jaren 90 werd tussen het kruispunt met de N504 en Waarland de weg een stuk verlegd. Op deze manier kon de weg veiliger gemaakt worden. Er waren tenslotte geen woningen meer aangesloten op deze weg, wat voor de verlegging nog wel zo was.
Tussen 2011 en 2013 werd de dubbele T-kruisingen met de N241 vervangen door een turborotonde. Hierbij werd ook de Rolpaalbrug in de N241 vervangen, de N241 richting Schagen werd tevens een klein stukje zuidelijker gelegd. Voor de fietsers werden twee onderdoorgangen aangelegd bij deze rotonde, zodat deze veilig de wegen kunnen kruisen.
Het baanlichaam en enkele kunstwerken in de N242 zijn tussen de kruising met de Groetweg/Oudelanderweg (ten noorden van Winkel) en de bocht bij Oude Niedorp voorbereid op een weg met 2x2 gescheiden rijvakken en ongelijkvloerse kruisingen.

## Toekomst
Na alle veranderingen van de afgelopen jaren zijn er weinig plekken nog over die veranderd zouden kunnen worden. Echter zowel de provincie als de gemeente Dijk en Waard verwachten dat de kruispunten op het traject tussen de Zuidtangent/Broekerweg en de N504 nog aanpassingen zullen krijgen.

## Aantal rijstroken
| Traject                                                    | Aantal rijstroken |
| ---------------------------------------------------------- | ----------------- |
| knooppunt Kooimeer - aansluiting Ring Alkmaar West         | 2×2               |
| aansluiting Ring Almaar West - aansluiting Alkmaar-Centrum | 3+2               |
| aansluiting Alkmaar-Centrum - aansluiting Heerhugowaard    | 2×2               |
| aansluiting Heerhugowaard - aansluiting Middenmeer (A7)    | 2×1               |

N23 · N194 · N196 · N197 · N198 · N199 · N200 · N201 · N202 · N203 · N204 · N205 · N206 · N207 · N208 · N209 · N210 · N211 · N212 · N213 · N214 · N215 · N216 · N217 · N218 · N219 · N220 · N221 · N222 · N223 · N224 · N225 · N226 · N227 · N228 · N229 · N230 · N231 · N232 · N233 · N234 · N235 · N236 · N237 · N238 · N239 · N240 · N241 · N242 · N243 · N244 · N245 · N246 · N247 · N248 · N249 · N250 · N307

N401 · N402 · N403 · N404 · N405 · N406 · N407 · N408 · N409 · N410 · N411 · N412 · N413 · N414 · N415 · N416 · N417 · N418 · N419 · N420 · N421 · N439 · N440 · N441 · N442 · N443 · N444 · N445 · N446 · N447 · N448 · N449 · N450 · N451 · N452 · N453 · N454 · N455 · N456 · N457 · N458 · N459 · N460 · N461 · N462 · N463 · N464 · N465 · N466 · N467 · N468 · N469 · N470 · N471 · N472 · N473 · N474 · N475 · N476 · N477 · N478 · N479 · N480 · N481 · N482 · N483 · N484 · N487 · N488 · N489 · N490 · N491 · N492 · N493 · N494 · N495 · N496 · N497 · N498 · N501 · N502 · N503 · N504 · N505 · N505 (Andijk) · N506 · N507 · N508 · N509 · N510 · N511 · N512 · N513 · N514 · N515 · N516 · N517 · N518 · N519 · N520 · N521 · N522 · N523 · N524 · N525 · N526 · N527 · N806 · N830 · N848

Cursief vermelde wegen zijn voormalige Provinciale wegen